# Onthophagus striatulus
Onthophagus striatulus är en skalbaggsart som beskrevs av Palisot de Beauvois 1809. Onthophagus striatulus ingår i släktet Onthophagus och familjen bladhorningar. Utöver nominatformen finns också underarten O. s. floridanus.